# Piłka nożna w Danii
Piłka nożna (duń. Fodbold 'fodbold) jest najpopularniejszym sportem w Danii. Jej głównym organizatorem na terenie Danii pozostaje Dansk Boldspil-Union.
Piłkarska reprezentacja Danii jeden raz zdobyła mistrzostwa Europy (1992). Duński klub zdobył też Puchar Intertoto UEFA.

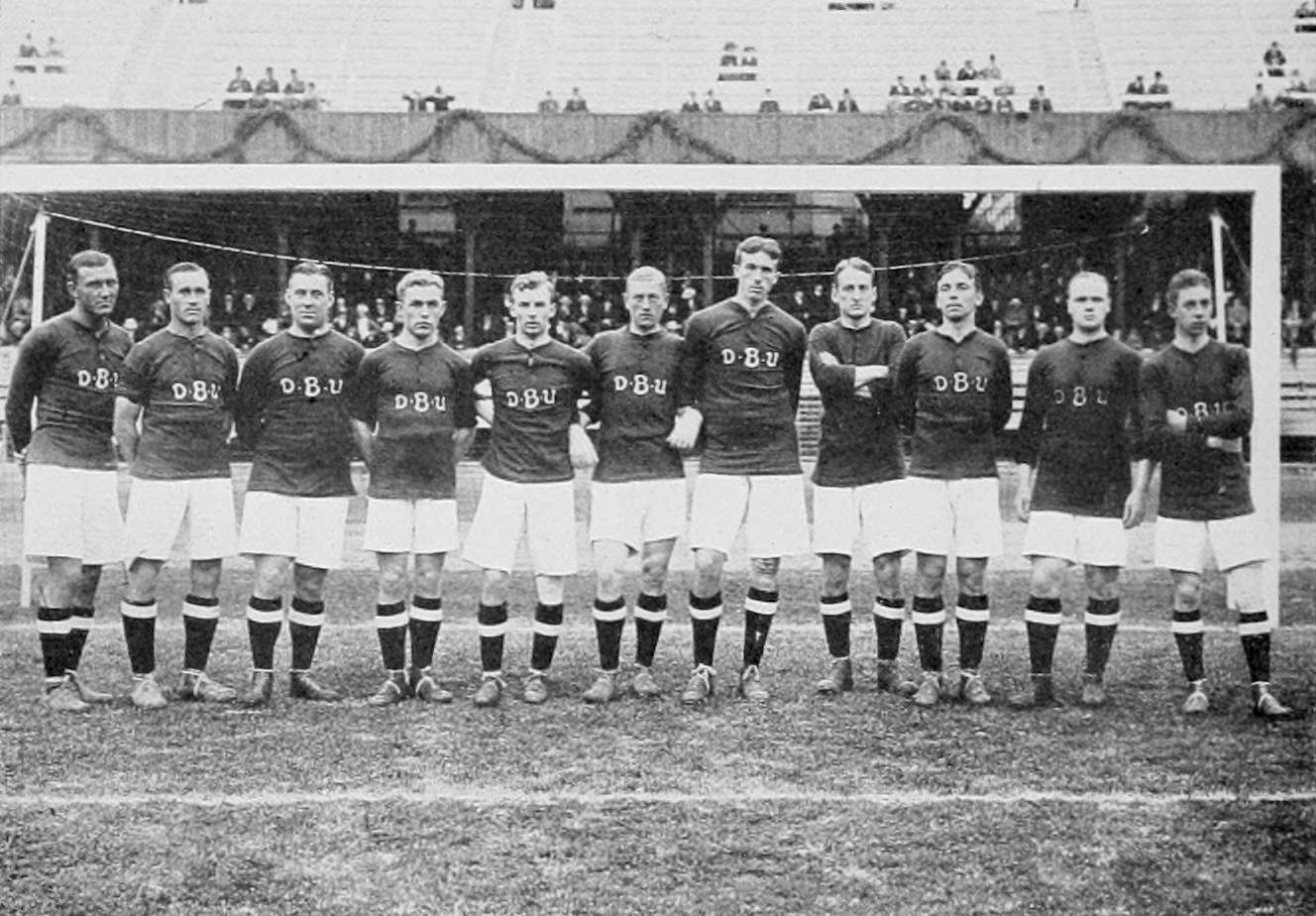
Reprezentacja Danii na Letnich Igrzyskach Olimpijskich w 1912 roku.

W Superligaen grają najbardziej znane kluby świata, takie jak FC København i Brøndby IF.

## Historia

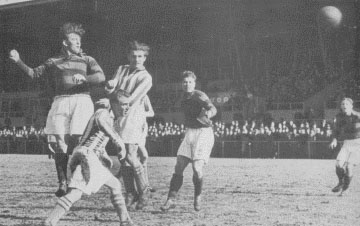
Mecz pomiędzy Frem (w koszulkach w paski poziome) i AB (w koszulkach w paski pionowe), około 1940 roku.

Piłka nożna zaczęła zyskiwać popularność w Danii pod koniec XIX wieku, a została przywieziona przez angielskich marynarzy.
W 1876 w Kopenhadze powstał pierwszy duński klub piłkarski Kjøbenhavns Boldklub (BK), potem następne. Po założeniu duńskiej federacji piłkarskiej – DBU w 1889 roku, rozpoczął się proces zorganizowania pierwszych Mistrzostw Danii w sezonie 1889/90. W pierwszym turnieju piłkarskim uczestniczyły tylko kluby z Kopenhagi, dlatego zwycięzcy nie są uważani za oficjalnych mistrzów Danii. Po utworzeniu Związku Piłki Nożnej w Kopenhadze (KBU) w 1903 roku organizację turnieju piłkarskiego została przekazana nowo założonym regionalnym federacjom piłki nożnej. Wraz z pojawieniem się pięciu innych regionalnych federacji piłkarskich – Jutland BU (JBU), Zealand BU (SBU), Funen BU (FBU), Lolland-Falster BU (LFBU) i Bornholm BU (BBU) – zaczęli organizować mistrzostwa na własną rękę w regionach, równolegle z Mistrzostwami Kopenhagi.
Pierwsze oficjalne mistrzostwo Danii, zwane Landsfodboldturneringen (pol. Narodowy Turniej Piłkarski), zostało rozegrane w sezonie 1912/13. Do 1927 roku najpierw wyłaniano mistrzów regionalnych federacji, które potem w serii play-off zmagały się o mistrzostwo prowincji. Najlepsze zespoły z prowincji zdobywały jednocześnie kwalifikacje do mistrzostw Danii, które rozgrywane z najlepszymi drużynami federacji z Kopenhagi. W latach 1914–1917 wicemistrz KBU grał półfinałową grę przeciwko najlepszemu zespołowi z reszty Danii, a zwycięzca barażu następnie walczył z mistrzem KBU w finale Mistrzostw Danii. Ponieważ kluby w Kopenhadze były silniejsze niż drużyny prowincjonalne, oznaczało to, że w finale często rywalizowały dwa kluby z Kopenhagi.
W sezonie 1927/28 startował się pierwsze ogólnokrajowe rozgrywki ligowe w Danmarksturneringen. 20 zespołów zostało podzielonych na pięć grup po cztery w każdej. Grali systemem jednokołowym, po czym zwycięzcy z pięciu grup kwalifikowały się do mistrzowskiej grupy finałowej. Po czterech kolejkach najlepsza drużyna zdobywała tytuł mistrza Danii. To trwało zaledwie dwa lata przed zmianą systemu ligowego, a turniej zmienił nazwę na Meistersklabsserien w sezonie 1929/30. Zespoły zostały podzielone na dwie ligi, serię mistrzowską z dziesięciu zespołów i serię promocji z różną liczbą klubów rocznie. Oznaczało to, że liczba drużyn rywalizujących o mistrzostwo została ustalona na czas trwania turnieju, a każda drużyna grała mecz i rewanż. Najgorszy zespół w serii mistrzowskiej oraz najlepsza drużyna z serii promocji wymieniały pomiędzy sobą po każdym sezonie. Na początku rozgrywek, od sezonu 1929/30 kluby grały między sobą tylko jeden raz, co dawało dziewięć meczów w sezonie, ale od sezonu 1936/37 spotkali się dwa razy w sezonie, w sumie 18 meczów.
Podczas niemieckiej okupacji Danii w II wojnie światowej w latach 1940–1945 mistrzostwo zostało ponownie rozgrywane w jednym finale. Format ten różnił się w całym okresie okupacji, gdyż różna liczba drużyn grała w trzech oddzielnych turniejach. Najlepsze drużyny w każdym turnieju przechodziły do rundy play-off, a następnie dwa najlepsze zespoły spotkały się w finale.
Od sezonu 1945/46 rozgrywki powróciły do formatu przedwojennego i nazywały się 1. division. Po raz kolejny o mistrzostwo rywalizowało 10 drużyn, grających systemem dwukołowym.

## Format rozgrywek ligowych
W obowiązującym systemie ligowym trzy najwyższe klasy rozgrywkowe są ogólnokrajowe (Superligaen, 1. division, 2. division). Dopiero na czwartym poziomie pojawiają się grupy regionalne.

## Puchary
Rozgrywki pucharowe rozgrywane w Danii to:
- Puchar Danii (DBU Pokalen),
- Superpuchar Danii (Super Cuppen) - mecz między mistrzem kraju i zdobywcą Pucharu